# Elia Bossi
Elia Bossi (Trieste, 15 agosto 1994) è un pallavolista italiano, centrale della Saturnia Acicastello.

## Carriera
La carriera di Elia Bossi inizia a 11 anni nelle squadre Under-16 e Under-18 della Pallavolo Monfalcone; viene notato dagli osservatori della Pallavolo Modena, divenuta poi Modena Volley, durante il Trofeo delle Regioni 2009, entrando così a far parte del settore giovanile della società giallo-blu a partire dal 2011. Nel campionato nazionale Under-20 ottiene il secondo posto, partecipando contemporaneamente anche alla Serie B2; a partire dall'annata 2012-13 viene saltuariamente aggregato alla prima squadra come quarto centrale, e pur senza scendere in campo partecipa alla final four di Coppa Italia. Ottiene inoltre il premio come miglior centrale del campionato italiano Under-19. Dalla stagione 2013-14 entra ufficialmente nella rosa della prima squadra, esordendo nel massimo campionato italiano alla prima giornata contro il Gruppo Sportivo Robur Angelo Costa di Ravenna.
Nella stagione 2014-15 passa alla Pallavolo Molfetta. Ottiene le prime convocazioni in nazionale nel 2015, anno in cui, con la nazionale Under-23 vince la medaglia di bronzo al campionato mondiale. Nell'annata successiva è nuovamente al Modena Volley, sempre in Serie A1, con cui si aggiudica la Supercoppa italiana 2015 e la Coppa Italia e lo scudetto.
Per il campionato 2016-17 viene ingaggiato in prestito dal Gruppo Sportivo Porto Robur Costa di Ravenna, per poi ritornare al club di Modena per la stagione 2017-18. Per l'annata 2018-19 si accasa al Powervolley Milano, tornando nuovamente alla formazione emiliana in quella seguente. Nella stagione 2021-22 firma per la Top Volley Latina, sempre in Superlega. Torna al club di Modena nella stagione 2022-23, con cui si aggiudica la Coppa CEV, mentre in quella successiva difende i colori della Saturnia Acicastello, sempre in Superlega.

## Palmarès

### Club
- Campionato italiano: 1

2015-16
- Coppa Italia: 1

2015-16
- Supercoppa italiana: 1

2015
- Coppa CEV: 1

2022-23

### Nazionale (competizioni minori)
- Campionato mondiale Under-23 2015